# Nanak
Nanak（ななっく）は、かつて岩手県盛岡市中ノ橋通1丁目6番8号にあった日本の百貨店 である。
マイルストーンターンアラウンドマネジメント（本社・東京）が100%出資する「ななっく」が運営していた。

## 概要
Nanakの建物は、地元の老舗百貨店である川徳が1972年に新築し、1980年10月に旧店舗を青森の百貨店である中三が買収。盛岡店として営業していた（1981年5月から1988年11月にかけて増築）。その後、中三盛岡店は東日本大震災3日後の2011年3月14日に発生した近隣の地下で発生したガス爆発事故 により休業し、そのまま閉店した。
2012年10月29日、旧中三盛岡店の事業を譲り受けた企業再生ファンドの「マイルストーンターンアラウンドマネジメント」（MTM）が100%出資する「ななっく」の管理・運営によって、「Nanak」が開業した。
約1万9000平方メートルのフロアに生鮮食料品、衣料品、飲食、雑貨などのテナントが入居していた が、慢性的な赤字に加え、MTMの深刻な経営難による取引先への未払い、建物の維持コストの増大、耐震補強工事が必要であることなどから、2019年6月2日で閉店すると発表した。早瀨恵三社長は、3月1日の記者会見で「ななっく」の従業員約60人はいったん全員解雇し、入居するテナントには6月以降も一部で営業の延長を認める方針を明らかにしている。また、近隣に再開発で2021年、盛岡バスターミナルが開業することを踏まえ、建物は解体し、商業施設や駐車場、ホテルが入った複合施設を再整備する構想を示している。

## 名前の由来とコンセプト
Nanakは立地する、盛岡市河南（かなん）地区のローマ字「kanan」をアルファベット逆から読んだものである。「地元密着型のコミュニティデパート」をコンセプトとしている。

## 建物譲渡以降の沿革
- 2011年12月13日 - 旧中三盛岡店をマイルストーンターンアラウンドマネジメントに譲渡する基本合意書を締結[11]。
- 2012年
  - 4月9日 - 営業再開に向けた株式譲渡契約書を締結[12]。
  - 4月27日 - エム盛岡株式会社(後にななっく株式会社)が旧中三盛岡店の事業を承継。新商業施設としての開店準備を開始する[13]。
  - 10月29日 - 一部フロア（1・2・4階）開店[14]。
  - 11月21日 - 3階フロア開店。
- 2013年
  - 1月 - 地下フロア開店。
  - 8月1日 - 5・6階フロア開店。
  - 9月 - 地下フロアに飲食店が開店。
- 2019年6月2日 - 売り上げ不振、老朽化した建物の維持費での赤字、親会社の経営悪化などを理由に閉店[15]。

### 注
1. ↑  日本百貨店協会には加盟していないため、「全国百貨店共通商品券」の使用はできない。